# Рікарду Кошта
Рікарду Кошта (порт. Ricardo Costa, нар. 16 травня 1981, Віла-Нова-де-Гая) — португальський футболіст, захисник швейцарського «Люцерна» та, в минулому, збірної Португалії.

## Клубна кар'єра
Народився 16 травня 1981 року в місті Віла-Нова-де-Гая. Вихованець футбольної школи клубу «Боавішта».
У дорослому футболі дебютував 2000 року виступами за команду клубу «Порту», в якій провів сім сезонів, взявши участь у 177 матчах чемпіонату. Більшість часу, проведеного у складі «Порту», був основним гравцем захисту команди. За цей час чотири рази виборював титул чемпіона Португалії, ставав володарем Кубка УЄФА, переможцем Ліги чемпіонів УЄФА, володарем Міжконтинентального кубка.
Своєю грою за цю команду привернув увагу представників тренерського штабу німецького «Вольфсбурга», до складу якого приєднався 2007 року. Відіграв за «вовків» наступні три сезони своєї ігрової кар'єри. За цей час додав до переліку своїх трофеїв титул чемпіона Німеччини.
Частину 2010 року провів у Франції, де на умовах оренди захищав кольори команди клубу «Лілль».
До складу іспанської «Валенсії» приєднався 2010 року. 

## Виступи за збірні
Протягом 2002–2004 років залучався до складу молодіжної збірної Португалії. На молодіжному рівні зіграв у 23 офіційних матчах.
2005 року дебютував в офіційних матчах у складі національної збірної Португалії. Наразі провів у формі головної команди країни 22 матчі, забив 1 гол.
У складі збірної був учасником чемпіонату світу 2006 року у Німеччині, чемпіонату світу 2010 року у ПАР.

## Титули і досягнення
- Чемпіон Португалії (4):

«Порту»: 2002–03, 2003–04, 2005–06, 2006–07
- Володар Кубка Португалії (4):

«Порту»: 2000–01, 2002–03, 2003–04, 2005–06
- Володар Суперкубка Португалії (3):

«Порту»: 2003, 2004, 2006
- Чемпіон Німеччини (1):

«Вольфсбург»: 2008–09
- Володар Кубка УЄФА (1):

«Порту»: 2002–03
- Переможець Ліги чемпіонів УЄФА (1):

«Порту»: 2003–04
- Володар Міжконтинентального кубка (1):

«Порту»: 2004
- Чемпіон Європи (U-18): 1999